# 187 (số)
187 (một trăm tám mươi bảy) là một số tự nhiên ngay sau 186 và ngay trước 188.